# محمد رضا مخبر دزفولي

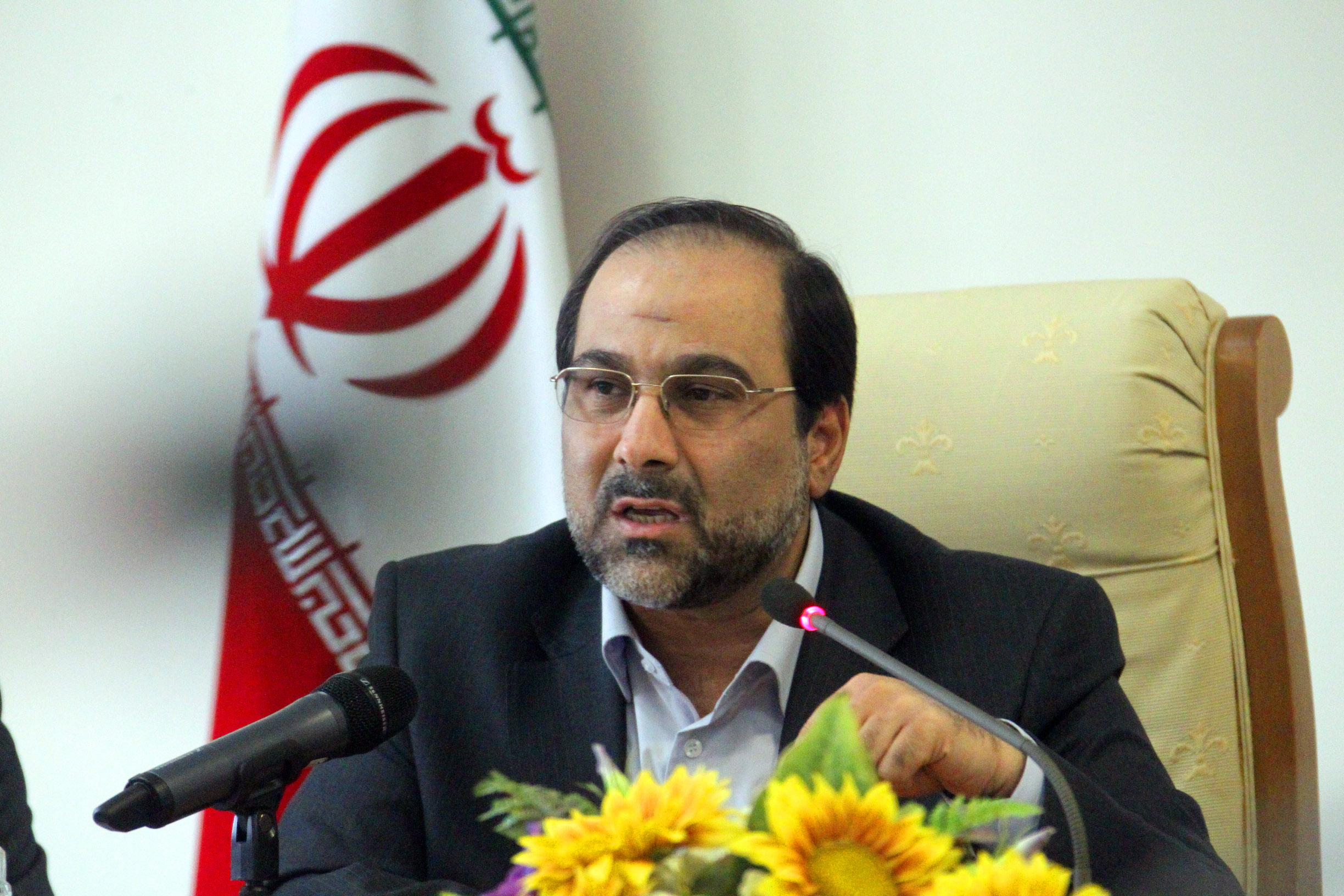

محمد رضا مخبر دزفولي ( (بالفارسية: محمد رضا مخبر دزفولی) من مواليد 1960 في دزفول ) سياسي إيراني وطبيب وباحث وأكاديمي وأستاذ في جامعة طهران . وهو أيضًا عضو في قدماء المساهمين لتطوير العلوم والثقافة الإيرانية، والأمين السابق للمجلس الأعلى للثورة الثقافية وزميل أكاديمية العلوم الإيرانية . 